# Benedict (Maryland)
Pour les articles homonymes, voir Benedict.
Benedict est une census-designated place située dans le comté de Charles, dans l’État du Maryland, aux États-Unis. Lors du recensement de 2020, elle comptait 232 habitants.